# 高黎贡白眉长臂猿
高黎贡白眉长臂猿（学名：Hoolock tianxing）也称天行长臂猿，一种分布于缅甸东部以及中国云南省西部的灵长类动物，原被划归东白眉长臂猿，经中山大学教授范朋飞等多年研究，于2017年划为独立物种，是迄今为止中国科学家命名的唯一一种类人猿。现属于中国国家一级保护野生动物。

## 形态特征
高黎贡白眉长臂猿与典型的东白眉长臂猿相比，其雌性的两条白色眉毛之间的间隙很不明显，且眼部和嘴部四周的白圈明显比眉毛要暗淡。